# Huba (grzyb)

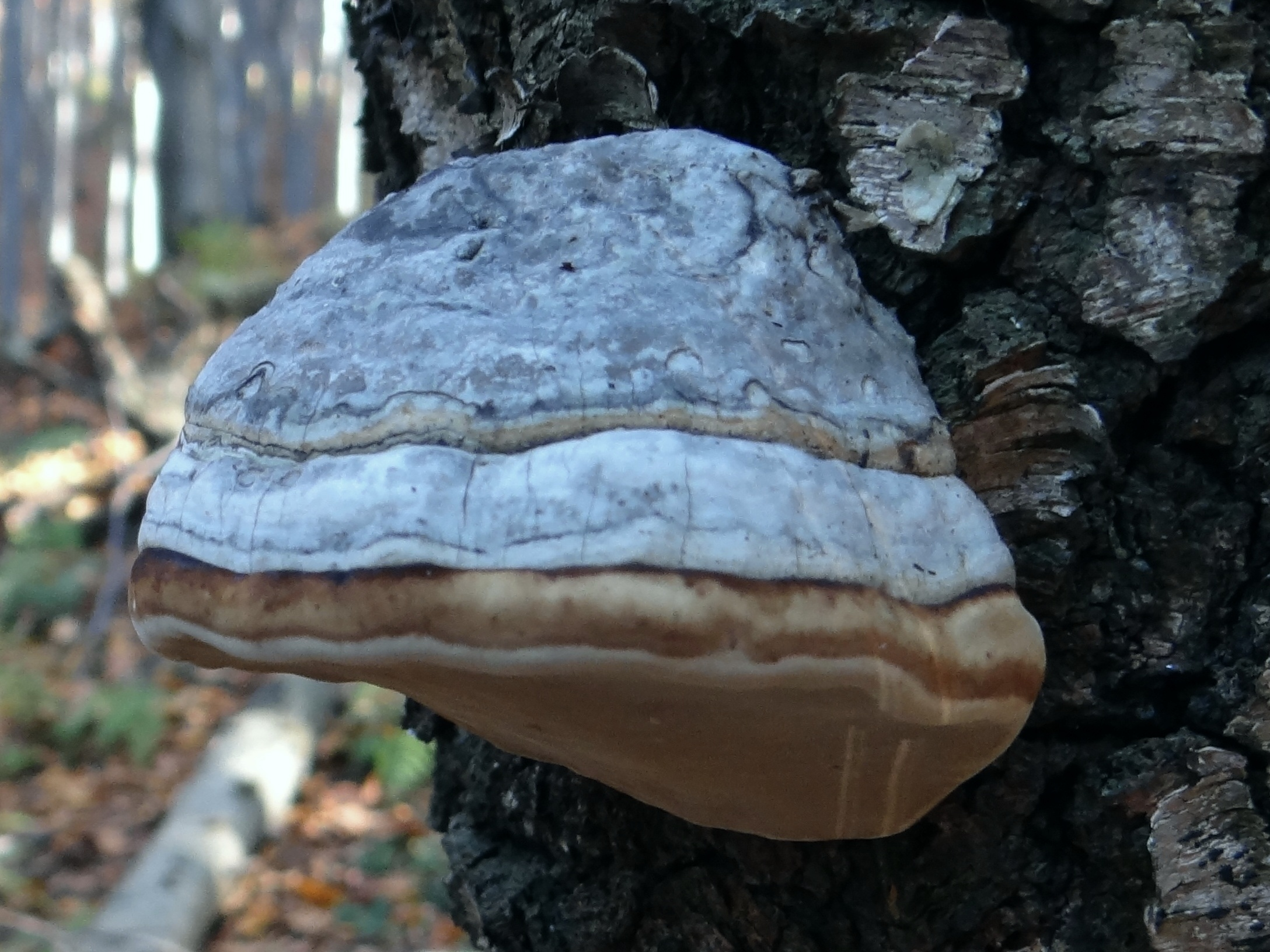
Pojedynczy owocnik hubiaka pospolitego

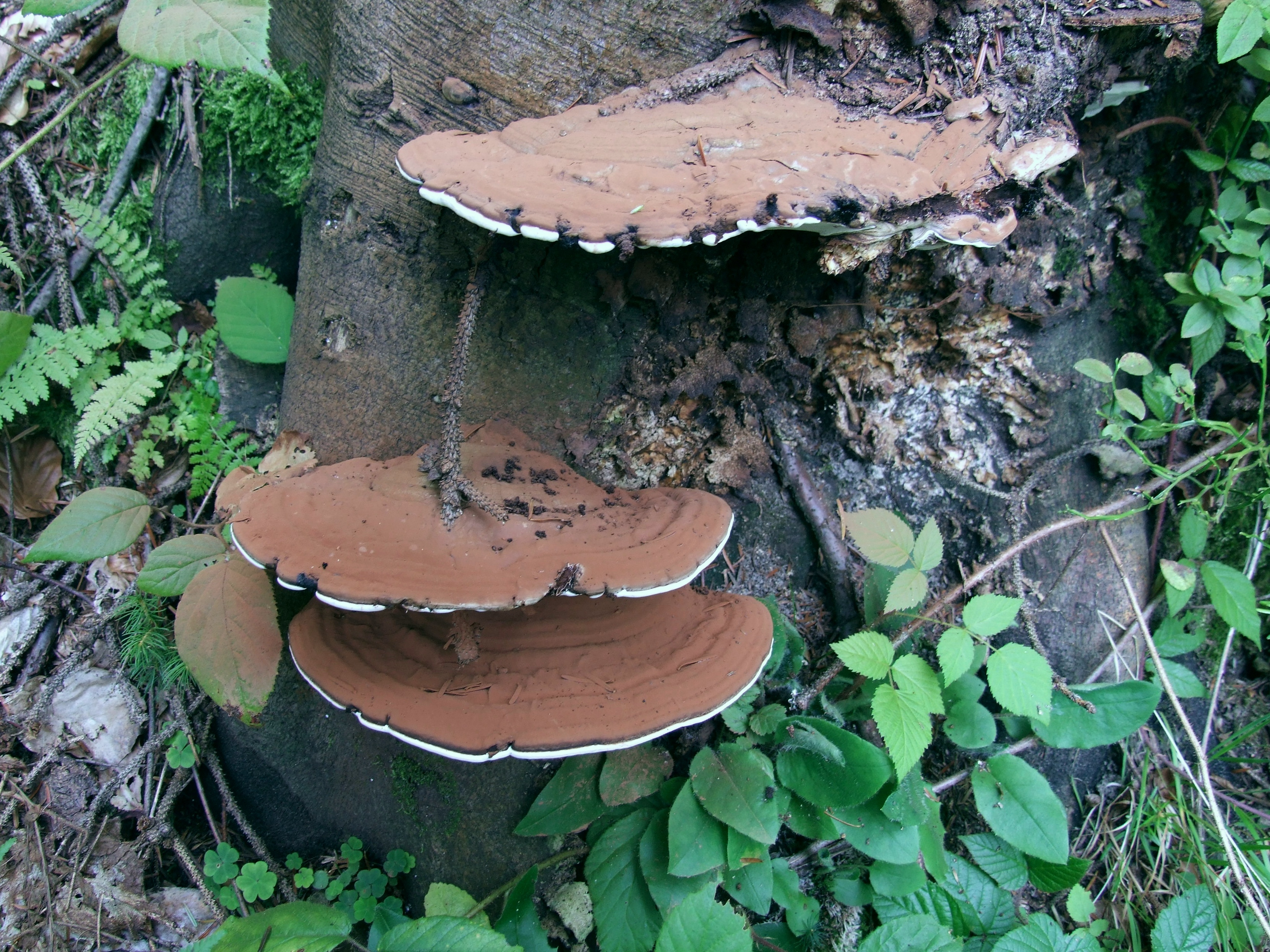
Lakownica spłaszczona

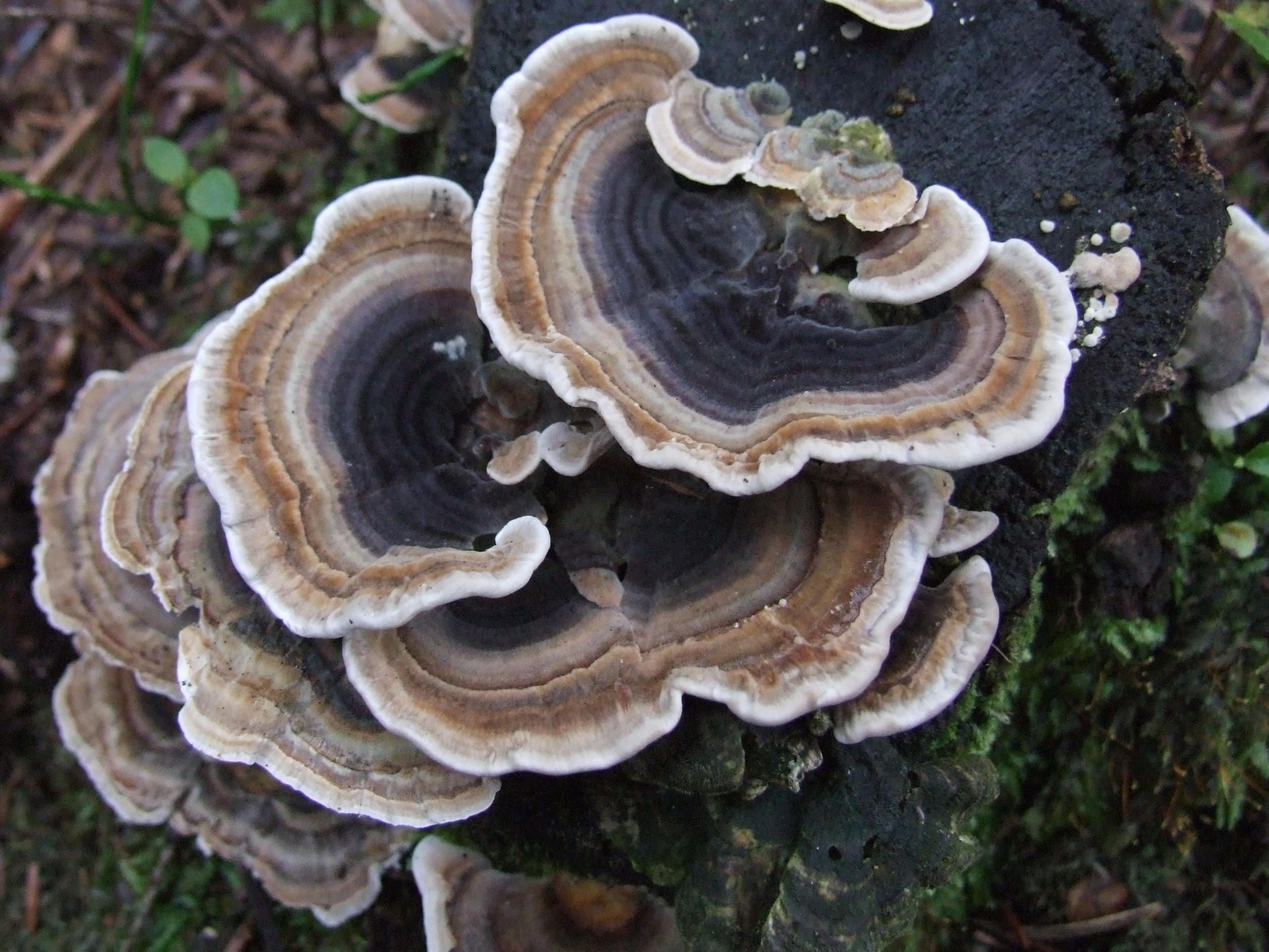
Gromadnie występujące owocniki wrośniaka różnobarwnego

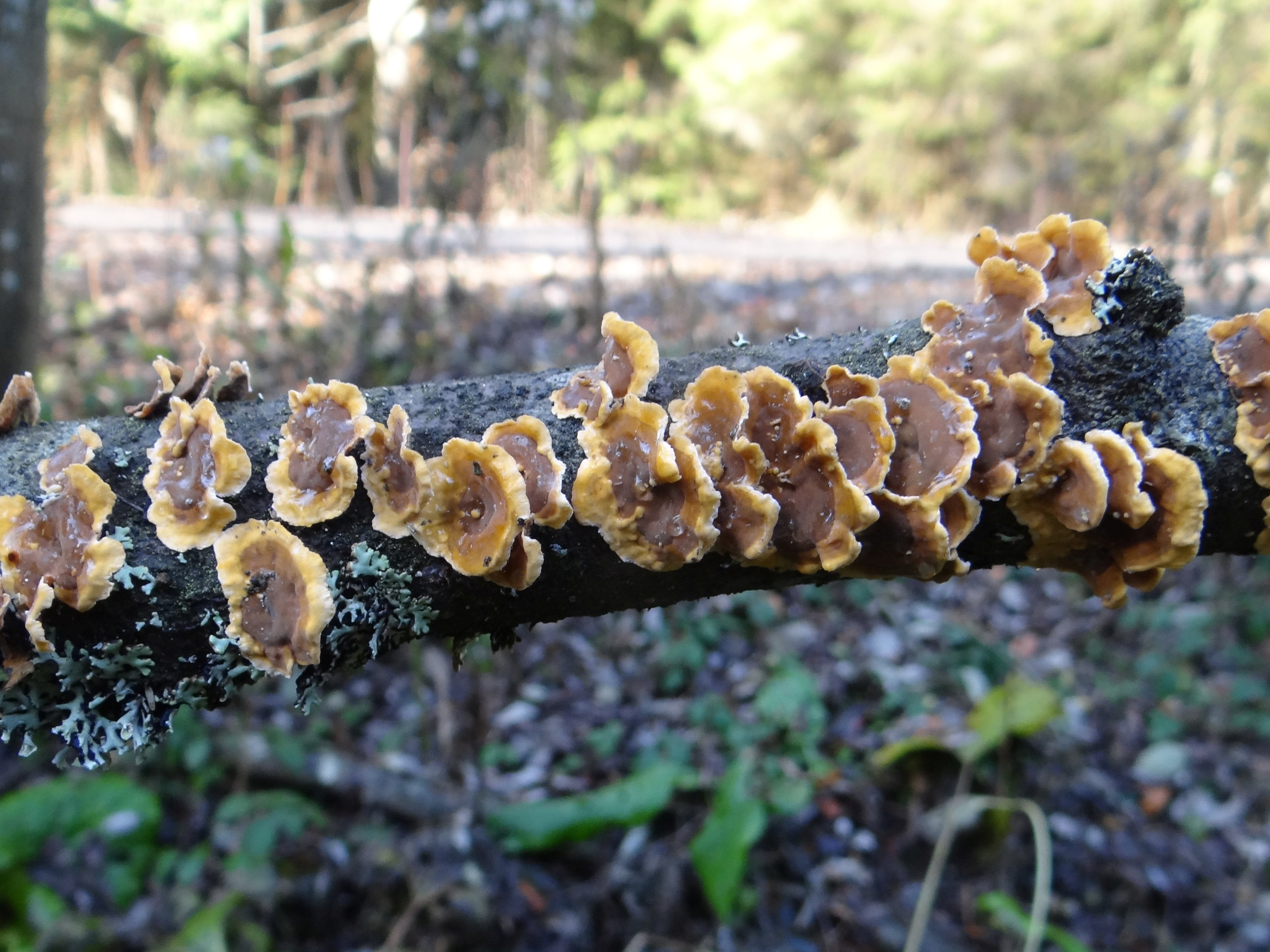
Skórnik szorstki

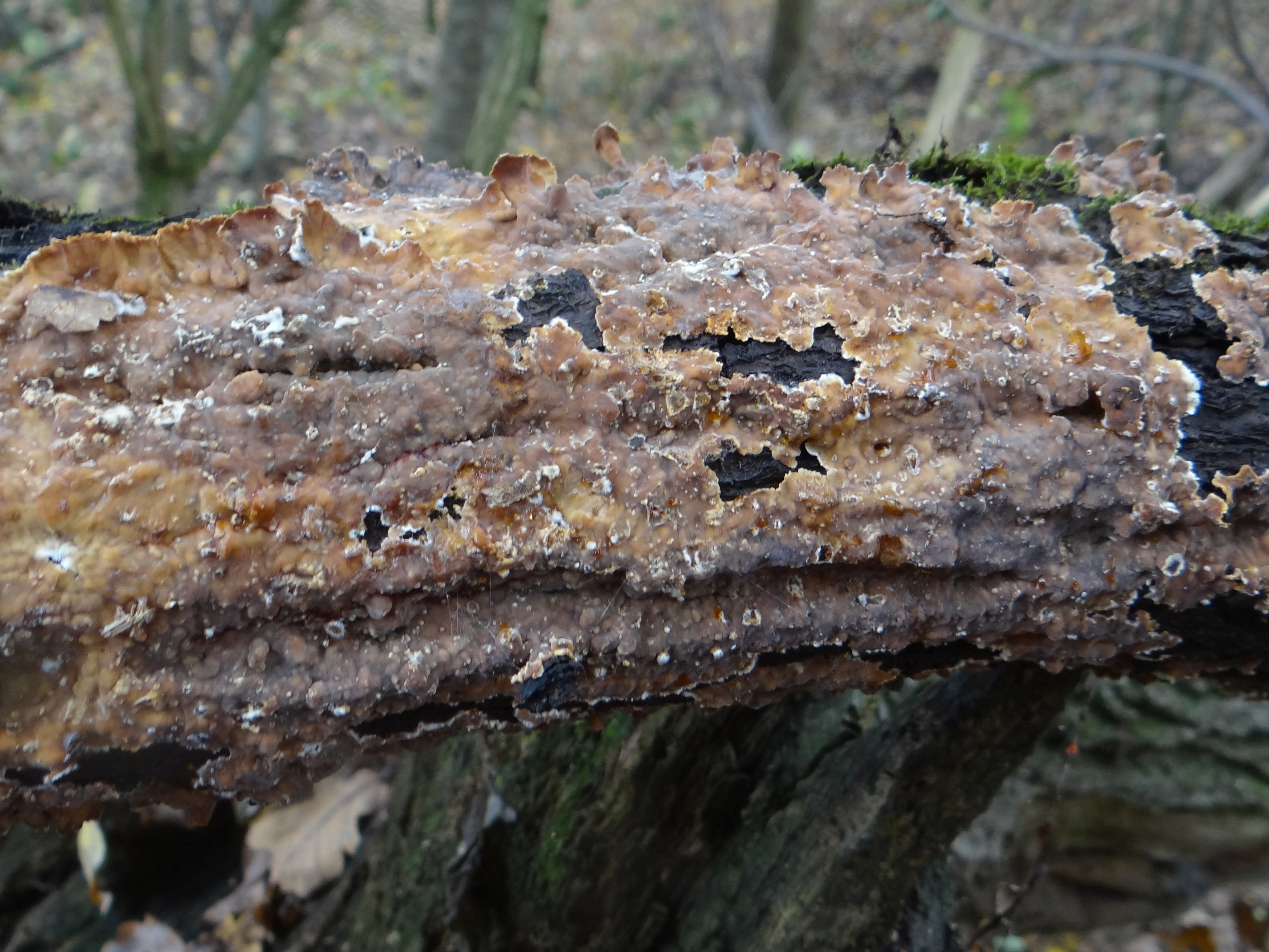
Skórnik dębowy

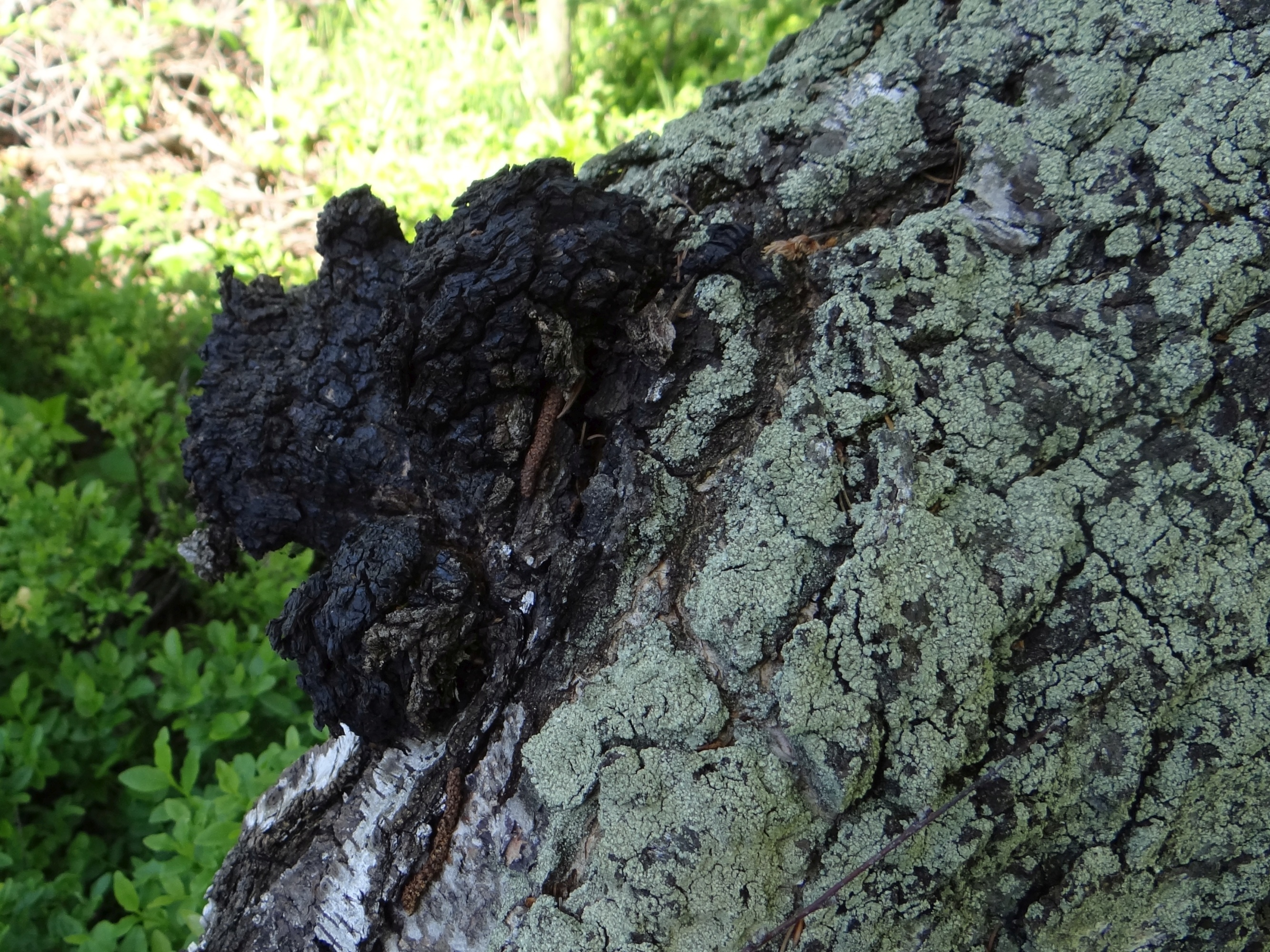
Błyskoporek podkorowy

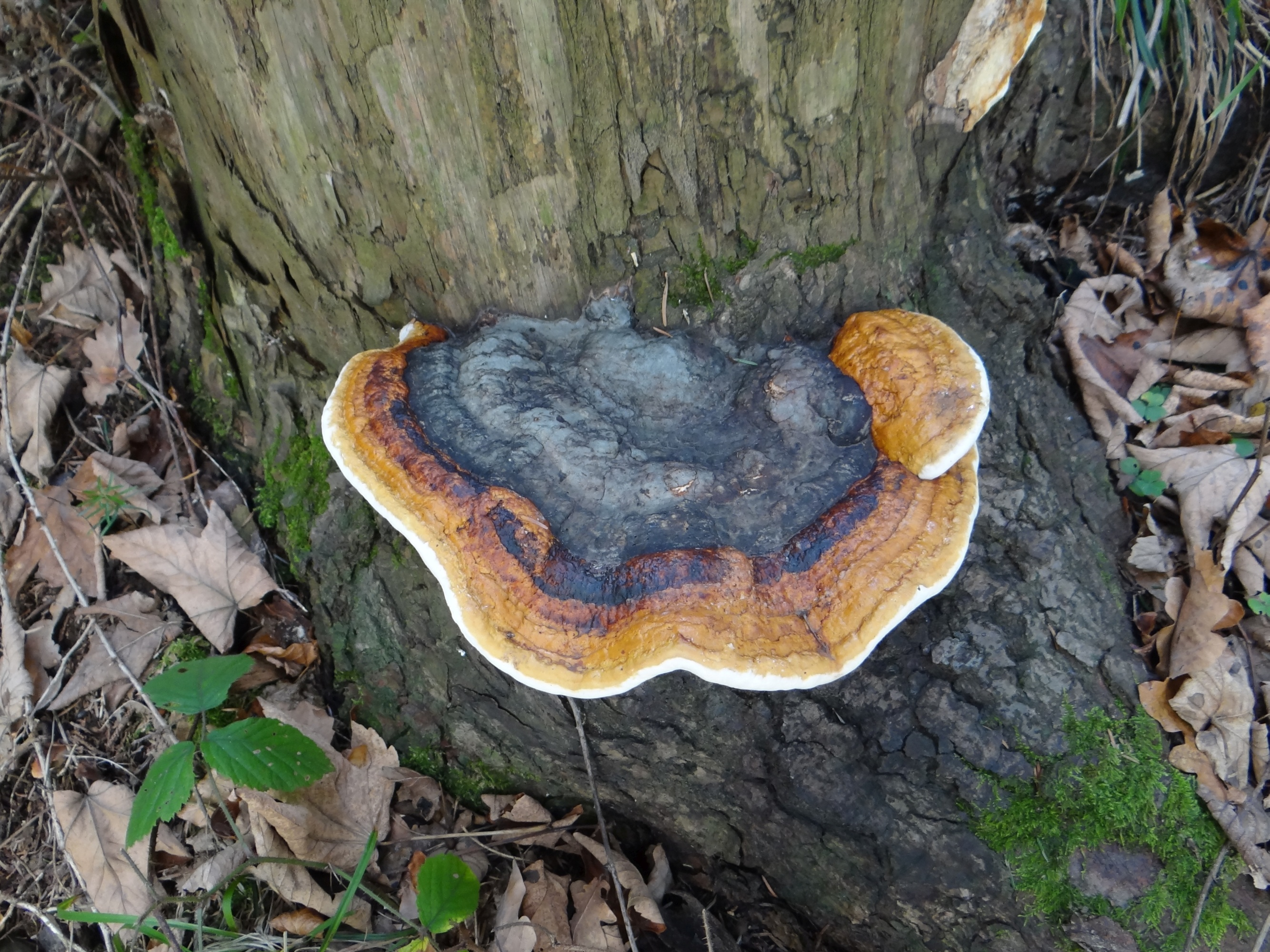
Pniarek obrzeżony

Huba – popularna nazwa owocników grzybów nadrzewnych i nadrewnowych. Nie jest to definicja ścisła ani jednoznaczna. Niektórzy autorzy za huby uważają wyłącznie owocniki zdrewniałe lub korkowate, inni do hub zaliczają wszystkie nadrzewne i nadrewnowe grzyby wielkoowocnikowe, w tym również te o owocnikach skórzastych, mięsistych, a nawet galaretowatych.
Należą do typu podstawczaków (Basidiomycota) lub workowców (Ascomycota). Szczególnie dużo jest ich w rzędzie żagwiowców (Polyporales), ale są także w rzędach uszakowców (Auriculariales), pieczarkowców (Agaricales), niszczycowców (Gloeophyllales), szczeciniakowców (Hymenochaetales), gołąbkowców (Russulales), chropiatkowców (Thelephorales) i in. W Polsce występuje około 300 gatunków hub.

## Morfologia
Owocniki powstają pojedynczo lub tworzą skupiska na pniach, gałęziach i korzeniach żywych i martwych drzew oraz krzewów, a także na drewnie; na martwych gałęziach, kłodach, pniakach i drewnie konstrukcyjnym (deskach, belkach, płotach drewnianych, słupach itp.). Są zróżnicowane pod względem budowy. Tylko nieliczne gatunki to grzyby kapeluszowe zbudowane z kapelusza i trzonu. Wiele gatunków to typowe huby, do podłoża przyrastające bokiem, o owocniku kopytkowatym, konsolowatym, półokrągłym, bulwiastym lub półeczkowatym, zazwyczaj bez trzonu, czasami tylko z trzonem. Wiele jest także gatunków o owocnikach rozpostartych (resupinowatych) lub rozpostarto-odgiętych. Są zróżnicowane również pod względem hymenoforu. Większość to grzyby poliporoidalne o hymenoforze rurkowatym, ale są także blaszkowce o hymenoforze blaszkowatym, grzyby o hymenoforze kolczastym, merulioidalnym i gładkim. Powierzchnia owocników może być równa i gładka lub nierówna: guzkowata, pagórkowata, bruzdowana czy pofalowana. Mogą być bezwłose lub pokryte włoskami. W zależności od długości i grubości włosków mówi się o powierzchni omszonej, aksamitnej, szorstkiej, owłosionej lub szczeciniastej.
Owocniki hub mają zazwyczaj wielkość od 5–600 mm. Największe owocniki tworzy niewystępujący w Polsce twardoporek wiązowy (Rigidoporus ulmarius). W 1955 w Królewskich Ogrodach Botanicznych w Londynie jego owocnik miał rozmiar 162 × 140 cm. Podobnej wielkości (150 × 133 cm) był owocnik tego gatunku w 2002 w Ogrodzie Botanicznym w Cambridge.

## Tryb życia
Wśród hub są zarówno pasożyty rozwijające się na żywych drzewach, jak i saprotrofy żyjące na obumarłych drzewach i drewnie. Niektóre zresztą są zarówno pasożytami, jak i saprotrofami; infekują żywe drzewa, a po ich obumarciu jeszcze przez wiele lat rozwijają się na ich drewnie (np. pniarek obrzeżony Fomitopsis pinicola). Tylko nieliczne gatunki potrafią zaatakować zdrowe drzewo. Większość pasożytów to tzw. pasożyty słabości, atakujące drzewa stare, osłabione przez choroby czy czynniki środowiskowe, lub pasożyty ranowe, infekujące zdrowe drzewa poprzez rany. Zranienia drzew następują podczas prac leśnych, może powodować je wiatr odłamujący gałęzie, śnieg (okiść) oraz żerowanie szkodników.
Huby posiadają enzymy umożliwiające chemiczny rozkład celulozy, hemicelulozy i ligniny – głównych składników drewna. Proces ten zapewnia im energię i składniki niezbędne do życia, równocześnie prowadząc do rozkładu drewna – zgnilizny. Wyróżnia się zgniliznę twardą i miękką. Różne gatunki hub dysponują różnym zestawem enzymów rozkładających drewno. Niektóre gatunki (np. skórnik szorstki Stereum hirsutum) wytwarzają wiele enzymów, mniej więcej równomiernie rozkładających wszystkie składniki drewna. Powodują one białą zgniliznę drewna. Inne gatunki (np. żółciak siarkowy Laetiporus sulphureus) nie rozkładają ligniny, wskutek czego powstaje tzw. brunatna zgnilizna drewna.
W przyrodzie spełniają pożyteczną rolę, gdyż umożliwiają niezbędny dla życia na Ziemi obieg materii, w gospodarce człowieka jednak wyrządzają poważne szkody.

## Czas życia owocników
Pod względem trwałości huby dzieli się na dwie grupy:
- owocniki jednoroczne, których czas życia wynosi od kilku tygodni do kilku miesięcy. Przed zimą giną, niektóre jednak, jak np. wrośniak garbaty (Trametes gibbosa) mogą przetrwać zimę (gdy jest łagodna) i rosnąć w następnym sezonie wegetacyjnym, niektóre z nich mogą nawet w następnym roku powtórnie wytwarzać zarodniki (jak np. gmatwek dębowy Daedalea quercina).
- owocniki wieloletnie, które na tym samym podłożu rozwijają się przez wiele lat. Są wśród nich takie, które co roku zarodnikują, jak np. hubiak pospolity (Fomes fometarius), ale i takie, które w następnych latach już nie zarodnikują, jak np. niszczyca płotowa (Gloeophyllum sepirium).

## Huby w kulturze
- Podczas Wielkiej Soboty ksiądz dokonuje poświęcenia ognia. W niektórych regionach Polski chłopcy przynoszą wówczas do kościoła tzw. huby ogniowe. Są to wysuszone owocniki różnych hub. Na Podkarpaciu istniało wierzenie, że takie poświęcone huby chronią dom przed uderzeniem pioruna. W tym celu podczas burzy wystawia się je do okna[5].
- Na Huculszczyźnie taką poświęconą hubą podkurzano dzieci. Wierzono, że dzięki temu nie będą się niczego bały[5].
- Kadzidłem wykonanym z poświęconej huby ogniowej leczono dawniej konie chore na zołzy, czyli zapalenie dróg oddechowych i ropienie węzłów chłonnych, spowodowane przez paciorkowca zołzowego Streptococcus equi[5].
- Z owocników pniarka lekarskiego Fomitopsis officinalis szamani Indian Ameryki Północnej wykonywali różne przedmioty, którym przypisywano nadprzyrodzoną moc nawiązywania kontaktów z duchami. Szamani używali ich w rytualnych tańcach. Wykorzystywaną przez szamana figurkę po jego śmierci umieszczano na miejscu jego pochówku. Indianie wierzyli, że miejsce to zamieszkuje duch szamana, figurka miała za zadanie ostrzegać ludzi przed zbliżaniem się do niego[5].
- U ludów Syberii dymem z owocników hubiaka pospolitego Fomes fomentarius i kory jodły okadzano zmarłych aż do czasu pogrzebu, a podczas pogrzebu również jego uczestników[5].
- Wyciągu z błyskoporka podkorowego (Inonotus obliguus) kobiety na Syberii używały do obrzędowego obmywania i pielęgnacji po menstruacji. Czasami obmywano nim także dziecko po urodzeniu[6].